# Euclid, Ohio
Euclid är en stad (city) i Cuyahoga County i Ohio och en förort till Cleveland. Orten har fått sitt namn efter matematikern Euklides. Vid 2010 års folkräkning hade Euclid 48 920 invånare.

## Kända personer från Euclid
- Jessica Beard, friidrottare
- Stipe Miocic, MMA-utövare
- Sunita Williams, astronaut
- Roger Zelazny, författare